# 라이칭더
라이칭더(중국어 정체자: 賴清德, 한어 병음: Lài Qīngdé, 웨이드-자일스: Lai⁴ Ch'ing¹-te², 타이뤄: Luā Tshing-tik, 한자음: 뇌청덕, 1959년 10월 6일~)는 중화민국의 총통이다. 윌리엄 라이(William Lai)라고도 불리며 소속 정당은 민주진보당이다. 
입법위원(1999년 4월 15일~2010년 12월 7일), 타이난 시장(2010년 12월 25일~2017년 9월 7일), 행정원장(2017년 9월 8일~2019년 1월 14일)을 역임했으며, 2020년 5월 20일부터 중화민국 제15대 부총통을 역임하고 있으며, 2023년 1월 18일부터 민주진보당 주석직도 겸임하고 있다. 현재 중화민국의 제16대 총통이다.

## 생애

### 어린 시절
타이베이현 완리향(현 신베이시 완리구)의 가난한 광부 집안에서 태어나서 지룽시(基隆市) 북부 해안가에서 자랐다. 
그의 아버지 라이차오진(賴朝金)은 완리에서 태어나서 루이팡구에서 광부로 일했으나 그가 2살 때 탄광 폭발 사고로 비참하게 돌아가시는 바람에, 라이칭더의 어머니께서 홀로 여섯 자녀를 키웠다고 한다.
라이칭더는 완리 초등학교(萬里國民小學), 완리 중학교(萬里國民中學)를 나와 대만의 최고 명문고등학교인 타이베이시립 젠궈고등학교(建國高級中學)에 입학하고 졸업했다. 중국국민당의 총통 후보였던 주리룬 중국국민당 주석과 고등학교 동기라고 한다.

### 정치 입문과 입법위원 경력
국립대만대학 재활의학과(復健系) 물리치료반 학사, 국립성공대학(國立成功大學) 의학원(醫學院) 학사후의학과(學士後醫學系) 학사, 미국 하버드 대학교 보건대학원 공공위생학(Public Health) 석사 과정을 졸업했다. 
1994년에는 타이난 시장 선거 후보로 출마하기 위해 민주진보당에 입당했지만 실패했고 민주진보당 소속으로 출마한 천딩난 후보를 지지하는 선거 운동에 참여하게 된다.
선거 운동 참여를 계기로 정계에 입문한 라이칭더는 1998년 중화민국 입법위원 선거에서 타이난시 제2선거구 후보로 출마하여 처음 당선되었고 2001년, 2004년, 2008년에 실시된 입법위원 선거에서 연달아 당선되면서 4선 기록을 수립했다.

### 타이난 시장 경력
2010년에 실시된 타이난 시장 선거에서 민주진보당 후보로 출마하여 60%의 득표율을 기록하여 중국 국민당의 궈톈차이 후보를 큰 표차로 따돌리고 당선되었다. 2014년에 실시된 타이난 시장 선거에서는 72%의 득표율을 기록하면서 국민당의 황슈솽 후보를 압도적인 표차로 누르고 당선되었다.

### 행정원장(2017년~2019년)
2017년 9월 3일에 린취안 행정원장이 타이완의 경제 성장 부진, 대규모 정전 사태, 차이잉원 정부의 지지율 하락 등의 책임을 지고 사임하면서 차이잉원 총통은 2017년 9월 8일에 라이칭더를 후임 행정원장으로 임명하게 된다.
2018년 치러진 지방 선거에서 민진당이 전체 22개 시·현장 중 6명밖에 당선시키지 못하는 참패를 당하자 이에 책임을 지고 사임 의사를 밝혔다. 처음에 차이잉원은 그의 사임을 반려했지만 그후에도 그는 2019년도 예산안이 입법원을 통과한 후 자리에서 물러나겠다고 공언했다. 마침내 예산안이 통과되자 차이잉원은 그의 사임을 수락했다. 후임으로는 2006년부터 2007년까지 천수이볜 총통 시기에 행정원장을 역임했던 쑤전창이 다시 임명됐다.

### 부총통 경력(2020년~2024년)
라이칭더는 2020년 중화민국 총통 선거에서 차이잉원 민주진보당 후보로부터 러닝 메이트에 해당되는 부총통 후보로 임명되었다. 차이잉원 후보가 2020년 1월 11일에 실시된 총통 선거에서 재선에 성공함에 따라 라이칭더는 2020년 5월 20일 중화민국 제15대 부총통에 취임하였고 이후 2024년 5월 20일 총통에 취임하기 전까지 재직하였다. 2023년 1월 18일부터는 민주진보당 주석직도 겸임하고 있다.

## 역대 선거 결과
| 선거명               | 직책명       | 선거구             | 대수 | 정당       | 득표율 | 득표수      | 결과 | 당락 |
| -------------------- | ------------ | ------------------ | ---- | ---------- | ------ | ----------- | ---- | ---- |
| 1996년 국민대회 선거 | 국민대회대표 | 타이난시 제2선거구 | 3대  | 민주진보당 | 21.63% | 41,083표    | 1위  | 당선 |
| 1998년 입법위원 선거 | 입법위원     | 타이난시           | 4대  | 민주진보당 | 10.60% | 31,296표    | 4위  | 당선 |
| 2001년 입법위원 선거 | 입법위원     | 타이난시           | 5대  | 민주진보당 | 13.98% | 45,899표    | 2위  | 당선 |
| 2004년 입법위원 선거 | 입법위원     | 타이난시           | 6대  | 민주진보당 | 14.51% | 45,997표    | 3위  | 당선 |
| 2008년 입법위원 선거 | 입법위원     | 타이난시 제2선거구 | 7대  | 민주진보당 | 51.64% | 88,172표    | 1위  | 당선 |
| 2010년 직할시 선거   | 시장         | 타이난시           | 초대 | 민주진보당 | 60.41% | 619,897표   | 1위  | 당선 |
| 2014년 지방 선거     | 시장         | 타이난시           | 2대  | 민주진보당 | 72.90% | 711,557표   | 1위  | 당선 |
| 2020년 총통 선거     | 부총통       | 타이완 지구        | 15대 | 민주진보당 | 57.13% | 8,170,231표 | 1위  | 당선 |
| 2024년 총통 선거     | 총통         | 타이완 지구        | 16대 | 민주진보당 | 40.05% | 5,586,019표 | 1위  | 당선 |

## 같이 보기
- 중화민국의 행정원장